# خرگوش‌موش دائوری
خرگوش‌موش دائوری (نام علمی: Ochotona dauurica) یکی از وابستگان کوچک خرگوش‌ها از راسته خرگوش‌سانان است. این به دلیل زنگ هشدار «پارس‌مانند» و عادت عجیبش در ساختن علوفه برای کمک به زنده ماندن در زمستان شناخته شده است. چهار زیرگونه شناخته‌شده وجود دارد، Ochotona dauurica annectens, Od bedfordi, Od dauurica و Od mursavi. خرگوش‌موش‌های دائوری، مانند دیگر خرگوش‌ریختان، با مجموعه‌ای از دندان‌های ثنایا مشخص می‌شوند. آنها از نظر جنسی تک‌ریخت هستند، با پوشش‌های ضخیم مایل به قرمز. خرگوش‌موش‌ها دم بیرونی ندارند و گوش‌هایشان بزرگ و گرد است. یکی از ویژگی‌های جمجمه خرگوش‌موش دائوری این است که استخوان‌های شنوایی (auditory bullae)، در مقایسه با بسیاری از خرگوش‌موش‌های دیگر کوچک هستند. تصور می‌شود که این موضوع مربوط به ترجیح زیستگاه‌های نسبتاً کم‌ارتفاع آنها باشد. آنها گونه‌های اصلی در زیستگاه خود در نظر گرفته می‌شوند.

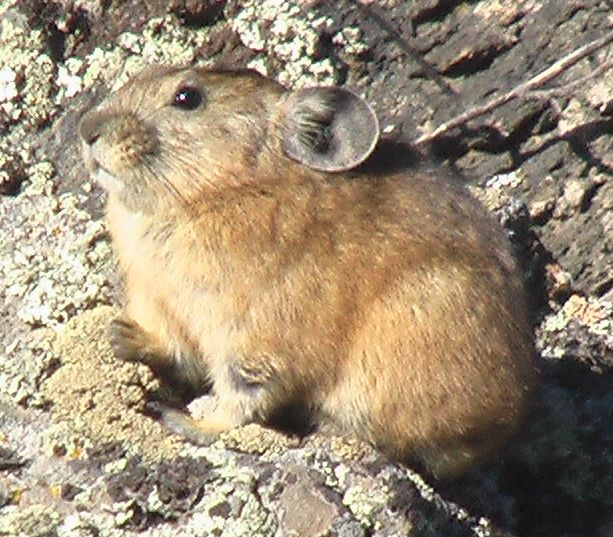
خرگوش‌موش دائوری در استان آرخانگای، مغولستان